# Hymenocallis coronaria
Hymenocallis coronaria är en amaryllisväxtart som först beskrevs av John Eatton Leconte, och fick sitt nu gällande namn av Carl Sigismund Kunth. Hymenocallis coronaria ingår i släktet Hymenocallis och familjen amaryllisväxter. Inga underarter finns listade i Catalogue of Life.

## Bildgalleri

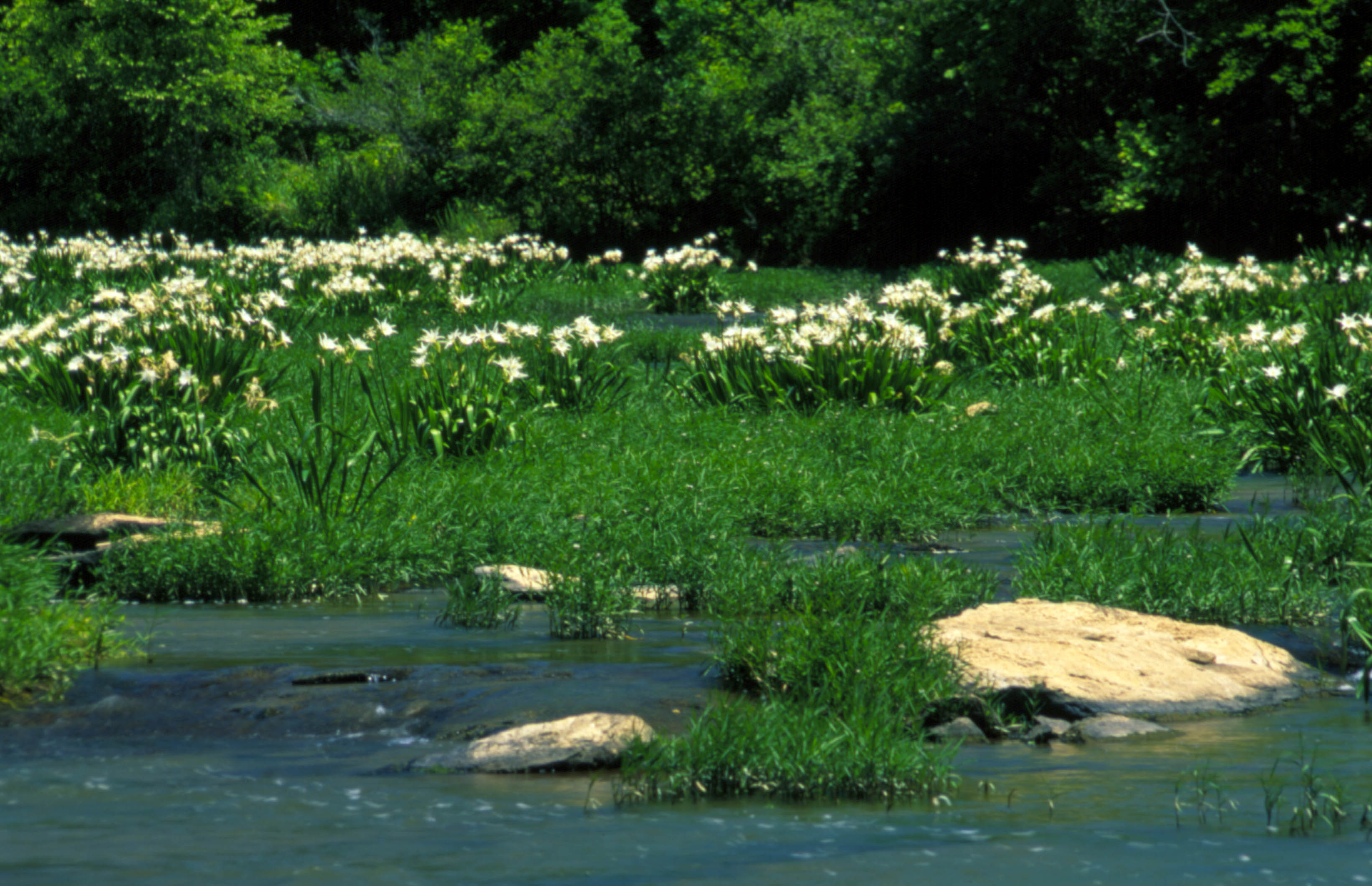
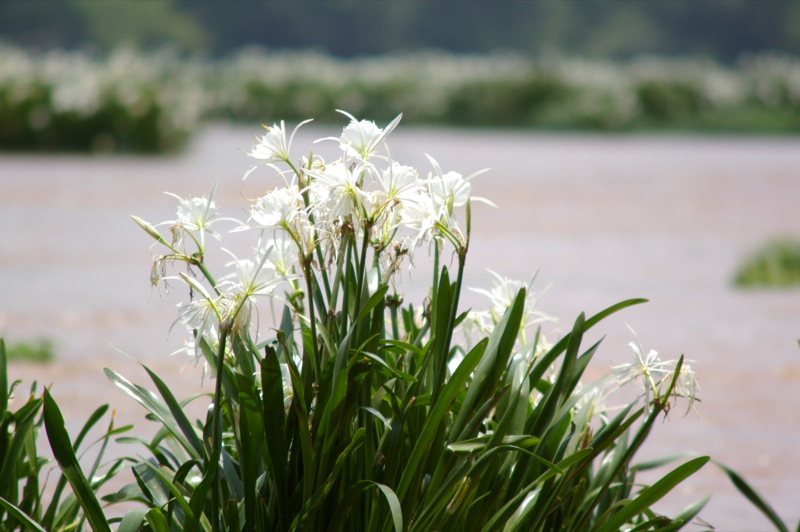
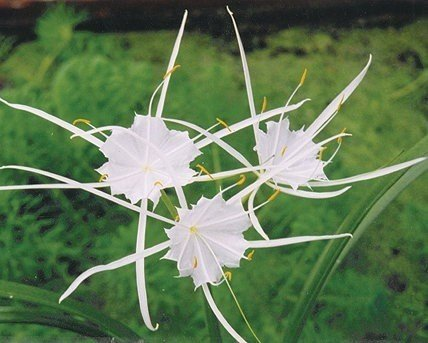